# 吳以幻
吳以幻（？—17世紀），思南府銅仁縣人，南明軍事人物。

## 生平
吳以幻是太僕少卿何棟如的家將，勇氣和力量過人；南京失陷，他和何棟如的孫子何以培隱居在三山；清朝朝廷用檄文徵召何以培，他偵察到此事，在夜半邀請何以培一起流亡，但被他拒絕。何以培死後留下兩名妾侍，奴僕謝陞計劃逼迫二人嫁給自己，吳以幻就數算其罪行揮刀斬殺；黃蜚攻打無錫南門，適逢他經過當地，倉卒間找不到武器，因此在民居拿出切麵刀及板門，大呼突陣參與戰事。清兵入城後，他出家為僧終老。

## 引用
1. 1 2  錢海岳《南明史·卷三十九·列傳第十五》：以（何）以培名聞，清守命其人檄致之。吳以幻詗得之，夜半告邀（以培）俱亡，嘆曰：「吾世受國恩，焉用逃死。」以幻，銅仁人。（以培祖父）棟如家將，勇力絕人。南京亡，同以培隱三山……
2. ↑  錢海岳《南明史·卷三十九·列傳第十五》：以培遺二妾，奴謝陞欲逼妻之，以幻數奴罪，揮刃斬之。黃蜚攻無錫南門，以幻適遇其地，倉卒無所得兵器，乃入民居，得切麵刀及板扉各一，大呼突陣。清兵披靡入城，後以僧終。